# 巴黎水上運動中心

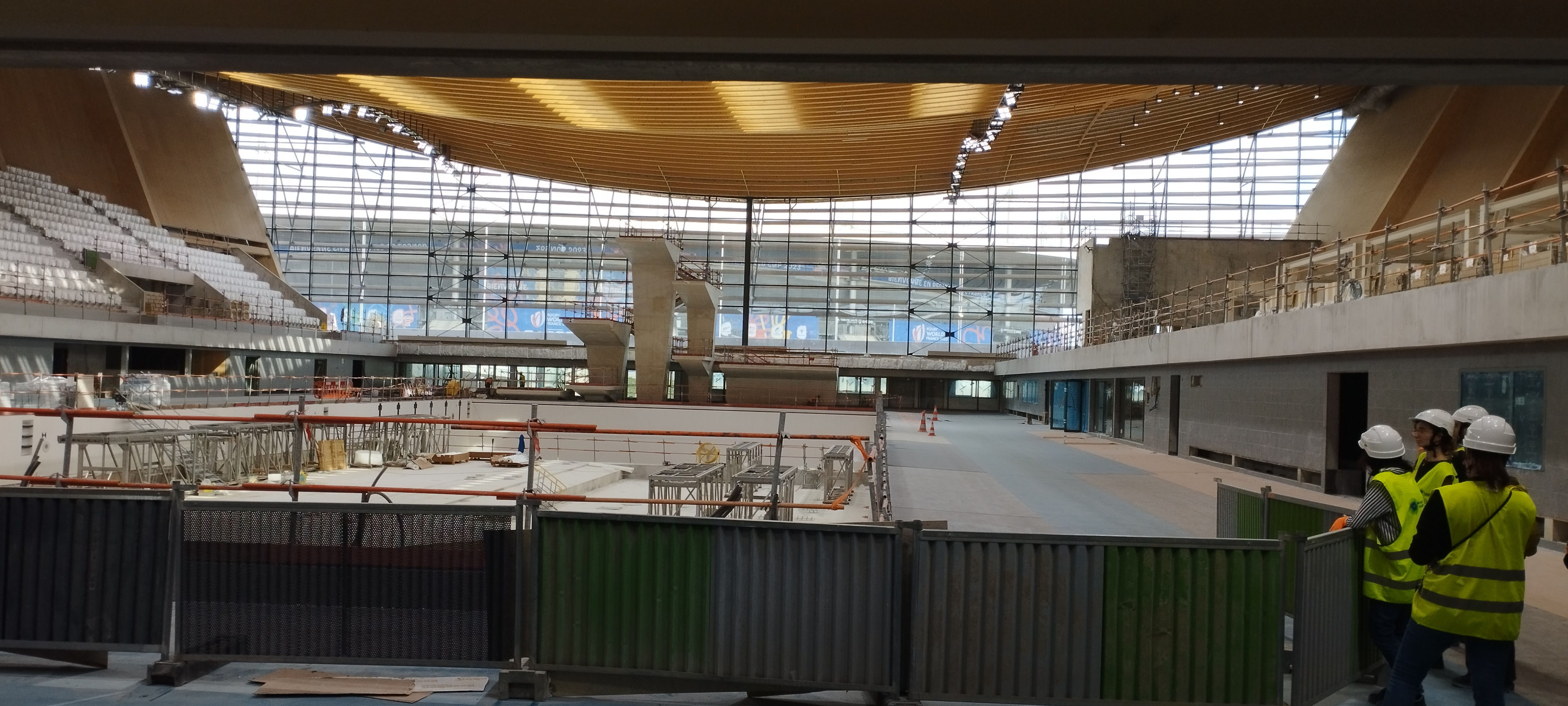
巴黎水上運動中心

巴黎奥林匹克水上运动中心（法语：Centre aquatique olympique）是位于法国圣但尼的水上运动中心，作为2024年巴黎夏季奥运会的一部分，该中心是水上运动项目举办場地。位于索尔尼尔平原的中心地带，面向法兰西体育场，通过横跨A1 高速公路的人行天桥将其连接起来，举办跳水、水球和艺术游泳比赛。它是在大巴黎大都会管理下建造的。

## 历史
早在2005年，奥贝维利埃就曾受邀参与与申办2012年巴黎奥运会相关的奥贝维利埃堡旧址重建项目。它由五个游泳池组成，其中包括一个室外游泳池，可在可移动看台上容纳15,000名观众。
巴黎申办2024年奥运会重新启动了该项目。2016年6月，负责巴黎2024年申奥的公共利益团体决定将奥林匹克水上运动中心设在圣但尼，当时该地点是恩吉研究中心所在的地点，位于法兰西体育场以西，与体育场隔开威尔逊总统大道（Avenue du Président-Wilson）。该项目于2017年3月启动。2017年6月，未来水上运动中心正式命名为奥林匹克水上运动中心。2017年12月19日，在法兰西共和国总统埃马纽埃尔·马克龙的见证下，奠基了第一块石头。

## 描述

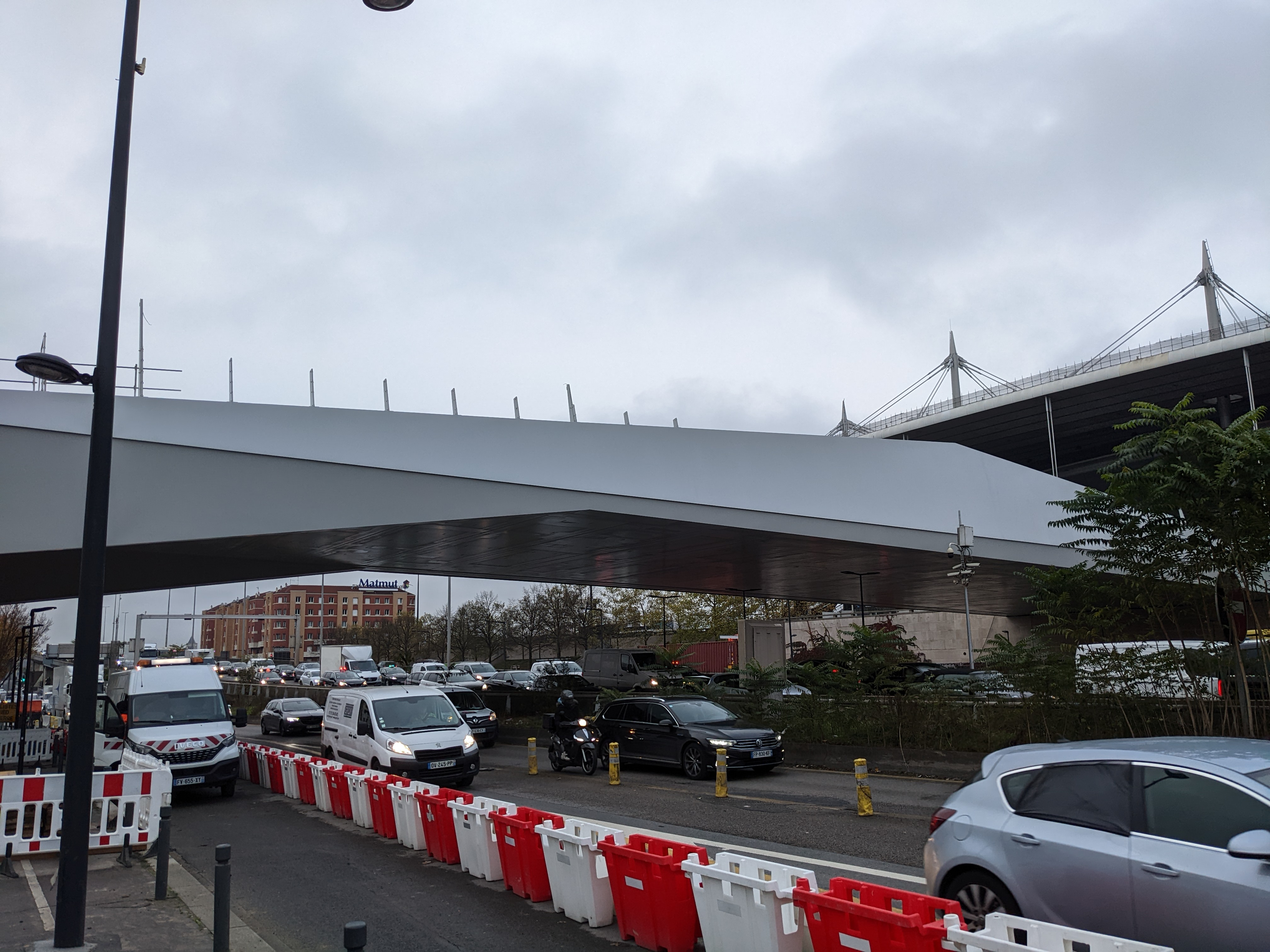
连接两个场馆的行人天桥已到位

奥运会期间，奥林匹克水上中心的容量为6000人，随后将减少至2500人。它建在法兰西体育场以西的圣但尼平原地区的恩吉研究中心旧址上。它通过横跨A1高速公路的人行天桥连接到体育场。该中心拥有两个50米长的游泳池，其中一个为有顶泳池，另一个为露天泳池，此外还有一个跳水池和一个水球池。它还设有水疗中心和健身区。奥运会结束后，该中心将用于高水平训练以及地区和国家比赛。它还将向公众开放。该中心是在大巴黎大都会管理下建设的。